# Giovanni di Rigino
Giovanni di Rigino (Verona, 1315/1320 – XIV secolo) è stato uno scultore e notaio italiano.

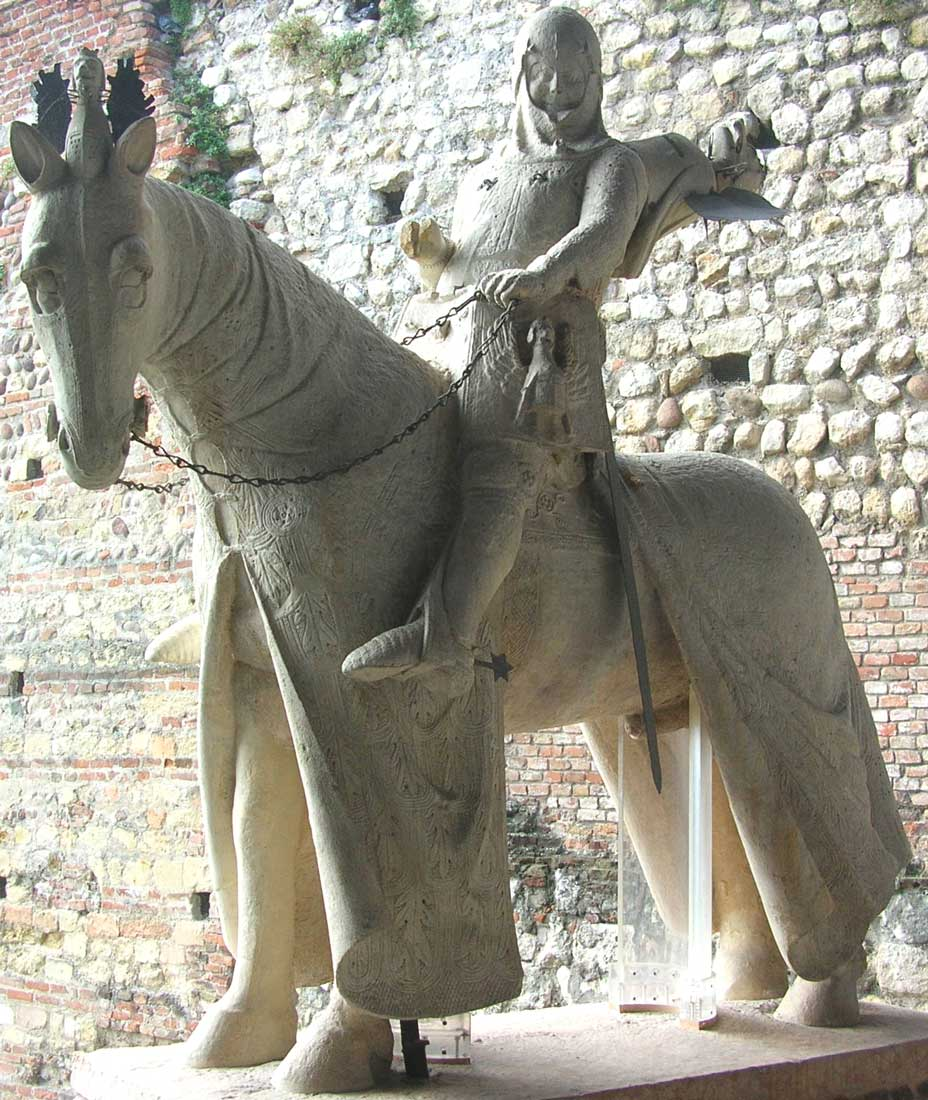
Statua equestre di Cangrande della Scala, attribuita a Giovanni di Rigino

Era figlio del maestro lapicida Rigino di Enrico e fu attivo nella Verona del Trecento. Ricoprì la carica di  cancelliere di Cansignorio della Scala e del suo successore Antonio, signori di Verona.

## Opere certe
- Statua della Vergine Maria, sagrato della chiesa di San Pietro Incarnario a Verona[1]
- Statua della Madonna col Bambino, 1389, per la chiesa di Santa Maria della Rotonda, detta "La Madonnina", a Montorio di Verona[2]
- Statua di San Procolo, 1392, per chiesa di San Procolo a Verona e conservata nella basilica di San Zeno di Verona[1]

## Opere attribuite
- Statua equestre di Cangrande della Scala, 1340/1350, conservata al Museo di Castelvecchio di Verona[1]

Fu anche ideatore del sepolcro di Mastino II della Scala, nel complesso delle Arche scaligere di Verona.